# End of an Era
„End of an Era“ (на български: Краят на една ера) е името на концертен албум и DVD на финландската метъл група Nightwish, издадено на 2 юни 2006. Това е последната продукция на групата с участието на Таря Турунен. Записът е осъществен на 21 октомври 2005 (последният концерт от турнето „Once Upon a Tour“) в Hartwall Areena в Хелзинки, където заедно с групата, в изпълнението на песента Creek Mary's Blood участва флейтистът Джон Два Ястреба. Това е концертът, след който групата обявява, че прекъсва работата си с дългогодишната си вокалистка Турунен.

## Съдържания
1. Dark Chest of Wonders
2. Planet Hell
3. Ever Dream
4. The Kinslayer
5. The Phantom of the Opera
6. The Siren
7. Sleeping Sun
8. High Hopes
9. Bless the Child
10. "Wishmaster"
11. Slaying the Dreamer
12. Kuolema tekee taiteilijan
13. Nemo
14. Ghost Love Score
15. Stone People
16. Creek Mary's Blood
17. Over the Hills and Far Away
18. Wish I Had an Angel

- - Документален филм
  - Галерия със снимки